# Ellison D. Smith
Ellison DuRant Smith (né le 1er août 1864 à Lynchburg et décédé le 17 novembre 1944 dans la même ville) est un planteur de coton américain, lobbyiste et élu du Parti démocrate qui a représenté la Caroline du Sud au Sénat des États-Unis de 1909 à 1944.
Smith est célèbre pour ses opinions ouvertement racistes et ségrégationnistes, ses plaidoyers en faveur de la suprématie blanche et son soutien à l'industrie cotonnière du Sud, ce qui lui a valu le surnom de « Cotton Ed » . Il est un des opposants à l'adoption du XIXe amendement de la Constitution en 1919, de Franklin D. Roosevelt  et du New Deal.

## Biographie
Ellison Smith est né près de Lynchburg, en Caroline du Sud, le benjamin de William Hankin Smith et Mary Isabella Smith (née McLeod). Il voit le jour dans la propriété familiale, Tanglewood Plantation (construite en 1850) . A l'Université de Caroline du Sud, où il est membre de la fraternité Phi Kappa Psi. Il diplômé du Wofford College (en) en 1889[réf. souhaitée].

### Début de carrière dans la politique
Ellison Smith a siège à la Chambre des représentants de Caroline du Sud de 1896 à 1900. Il ne réussit pas à se faire élire à la Chambre des représentants des États-Unis en 1900. En 1901, il concourt à l'organisation de la Farmer's Protective Association  et devient finalement devenu l'un des principaux acteurs de la Southern Cotton Association en 1905,. Entre 1905 et 1908, il sert comme agent de terrain et organisateur général du mouvement de protection du coton . Il gagne le surnom de « Cotton Ed » après avoir déclaré : « Le coton est roi et le blanc est au-dessus de tous ».

### Élection au Sénat américain
Ellison Smith a est élu au Sénat des États-Unis en 1908. Il a été réélu cinq fois, bien que de 1920 à 1944, il ait eu quatre élections serrées, dont trois ont conduit à un second tour. Smith n'a jamais remporté les primaires du Parti démocrate au cours de cette période. Durant son mandat au Congrès, son objectif était de « maintenir les Noirs à un niveau (de salaire) bas et le prix du coton à la hausse ». Connu pour être un orateur réputé, Smith promeut publiquement cet objectif en se rendant à Washington sur un wagon chargé de coton en agitant la bannière de la suprématie blanche. Il a également  la réputation d'avoir un tempérament violent lorsqu'il s'adresse au Congrès et se lève parfois et pour essayer d'attirer l'attention de l'orateur en dégradant à plusieurs reprises son fauteuil de sénateur avec un canif chaque fois que l'orateur le met en colère. Smith n'aimait pas ses collègues sénateurs et décrivait souvent la salle du Sénat comme « la caverne des vents ».
Le Time a qualifié Smith d’« objecteur de conscience du XXe siècle ». Un observateur a affirmé qu’il « n’a mis à rude épreuve ni son cerveau ni les électeurs avec un nouveau problème ». Il avait d'abord accueilli favorablement le président américain Franklin Roosevelt  mais est rapidement apparu comme un opposant au New Deal lorsqu'il a remarqué que les programmes de Roosevelt dirigeaient l'économie du Sud vers une nouvelle direction,. L'opposition de Smith au New Deal a conduit à la décision de Roosevelt de tenter en vain de le faire vaincre aux primaires de 1938 en soutenant la candidature du gouverneur Olin D. Johnston (en) . Lors d'un discours de campagne, Roosevelt a annoncé qu'« aucun homme ne peut vivre avec 50 cents par jour » et a appelé la population de Caroline du Sud à remplacer Smith par Johnston. Smith a dès lors mené une campagne se présentant comme le défenseur des valeurs traditionnelles du Sud. Debout sous une statue du général confédéré Wade Hampton, Smith a déclaré : « Aucun homme n'ose venir en Caroline du Sud et essayer de dicter aux fils de ces hommes qui tenaient haut les mains de Lee et de Hampton ». Smith s'est alors présenté comme « le pire ennemi de Roosevelt » et a juré d'arrêter le New Deal.

Smith a été réélu en 1938 avec une courte majorité, principalement grâce à l'ingérence de Roosevelt dans l'élection, l'incapacité de Johnston à plaire aux puissants propriétaires d'usines textiles de l'État ou aux fervents suprémacistes blancs  et au soutien de son collègue sénateur de Caroline du Sud, James F. Byrnes, un New Dealer au franc-parler très populaire qui avait été réélu en 1936 avec plus de 87 % des voix. James Byrnes, cependant, méprise Smith et ne l'a soutenu que parce qu'il est opposé au fort soutien de Johnston en faveur d'une vaste réforme du travail, qui est évidente dans le Fair Labor Standards Act. Il espère que Smith prenne sa retraite en 1944 et que son ami Burnet R. Maybank (en), alors maire de Charleston, qui se présente cette année-là au poste de gouverneur de Caroline du Sud, remportera ensuite le siège de Smith au Sénat  et permettra alors  à Byrnes de contrôler la scène politique de Caroline du Sud . En 1940, une enquête révélera que la population de Caroline du Sud n’avait pas beaucoup d’admiration pour Smith et que sa victoire de 1938 démontrait qu’une personne impopulaire pouvait être élue lorsque « le président la désigne comme bouc-émissaire ».

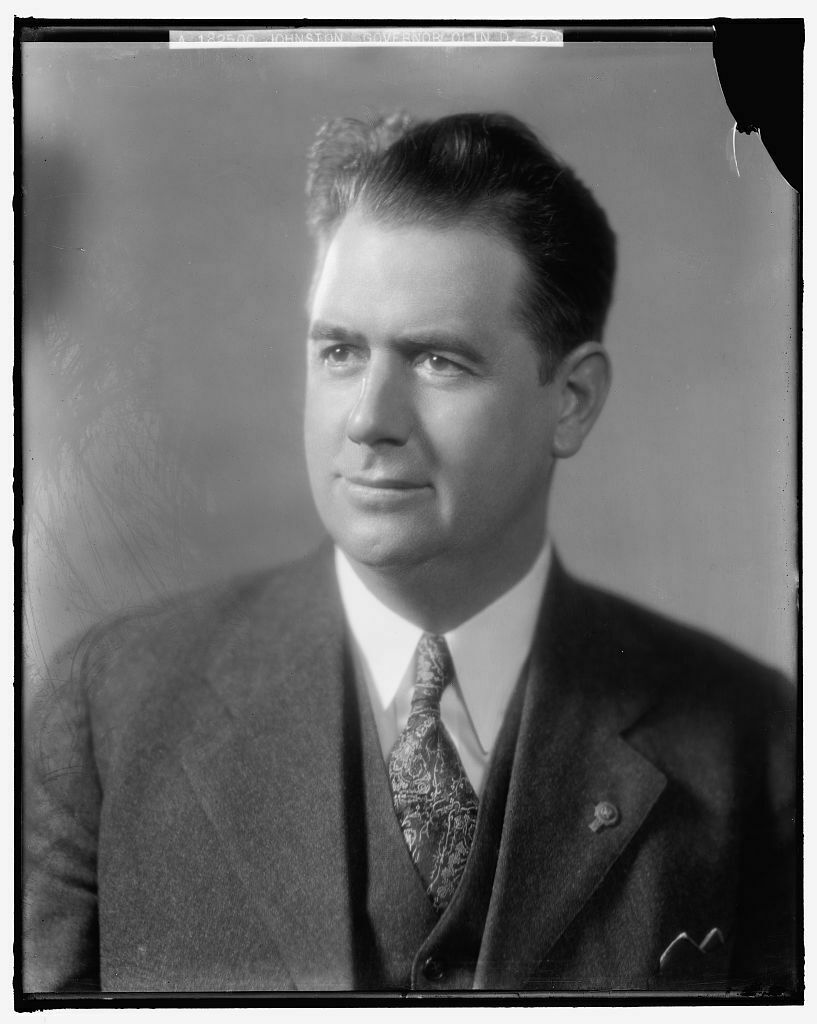
Le gouverneur Olin D. Johnston, partisan des réformes du travail de Franklin D. Roosevelt, renversa Smith en 1944, peu avant la mort de Smith au pouvoir.

### Candidature à la primaire démocrate de 1944
En 1944, Olin D. Johnston défie de nouveau Ellisson Smith à la primaire démocrate. Pendant la campagne, Johnston, à nouveau gouverneur de Caroline du Sud, est un fervent soutien de la politique étrangère de Roosevelt, mais se montre désormais tiède à l'égard du New Deal et parvient à arracher le « drapeau de la suprématie blanche » à Smith en se vantant de la façon dont il a contré la récente décision Smith c. Allwright de la Cour suprême des États-Unis, qui statue que la ségrégation raciale lors des primaires de l'État est inconstitutionnelle. Pendant la campagne, Smith s'est présenté comme un vieil homme âgé et fatigué et lors d'au moins un débat avec Johnston, il n'a parlé que quelques minutes, puis a diffusé un enregistrement d'un discours qu'il avait prononcé six ans plus tôt. Johnston remporte la primaire avec plus de 55 pour cent des voix, obtient ainsi la majorité absolue qui lui évite un second tour, et Smith n'obtient qu'un peu plus de 35 pour cent des voix.

### Fin de vie
Le 17 novembre 1944, un mois et demi avant la fin de son mandat, Smith meurt à la plantation de Tanglewood, dans le lit dans lequel il était né. Il est enterré au cimetière Saint-Luc près de Wisacky dans le comté de Lee.

## Prises de positions et déclarations
Entre 1909 et 1933, Smith est considéré comme un sénateur assez efficace, même s'il n'est certes pas un personnage de premier rang . Défenseur infatigable de l'agriculture, il soutient certaines propositions de l'ère progressiste, dont il écrit une petite partie des projets de lois. Il a parrainé le projet Muscle Shoals, précurseur de la Tennessee Valley Authority. À cette époque, la politique de Smith est « un curieux mélange de conservatisme et de libéralisme ». Il est un fidèle partisan du président Woodrow Wilson, en particulier en ce qui concerne l'agriculture et la Loi fédérale pour la réalisation de routes de 1916 (en). Son adoption du Cotton Futures Act (en), première tentative de normalisation de la qualité du coton, lui a valu le surnom de « Cotton » Ed Smith. Ellisson Smith, cependant, n'est pas favorable à une législation qui, selon lui, diversifierait largement l'économie du Sud, réduirait la nécessité d'une vaste présence du système de plantations dans ce territoire, ou mettrait en danger l'ancien mode de vie du Sud,.
Smith, reflétant les opinions xénophobes des électeurs, a parrainé de nombreux projets de loi restreignant l'immigration, dont la Loi sur l'immigration de 1917 (en). Il s'est prononcé en faveur de la loi sur l'immigration de 1924, qui limite l'émigration depuis l'Europe du Sud et de l'Est, et ceci au détriment des candidats à l'émigration Juifs européens, de plus en plus nombreux avec la montée du nazisme.
Pendant la Première Guerre mondiale, soutient la plupart des actions du président Wilson en temps de guerre, mais empêche tout contrôle des prix du coton. Après la guerre, il soutient la Société des Nations et le Traité de Versailles.
Ellisson Smith s'oppose au mouvement pour le suffrage des femmes, et plus particulièrement au XIXe amendement à la Constitution des États-Unis. Comparant l'amendement à celui qui avait décidé du suffrage des noirs, il prévient au Sénat, contre les risques liés à un vote en faveur du suffrage des femmes. Il parle à ce sujet d'un risque d'« anarchie séparatiste ».
Dans les années 1930, Smith devint président du Comité sénatorial de l'agriculture et des forêts. Il convoque ses collègues sénateurs en disant « Dîtes voir à ces têtes de mules que nous nous réunirons demain matin. »  En 1935, un groupe de fonctionnaires réformistes du ministère de l'Agriculture propose une directive qui garantit que les propriétaires du Sud rémunèrent effectivement leurs métayers pour leur travail. Mais la plupart d'entre eux continuent de ne rien payer . Smith a fait irruption dans le bureau de l'auteur de la directive, Alger Hiss, et a crié : « Vous ne pouvez pas faire ça à mes nègres en les payant par chèques. Ils ne savent pas quoi faire de l'argent. L'argent devrait me revenir à moi ! ».
Lors de la Convention nationale démocrate de 1936 à Philadelphie, Ellison Smith a quitté la salle du congrès après avoir vu qu'un pasteur et élu noir américain, Marshall L. Shepard (en), allait prononcer la prière d'ouverture de la réunion. À la vue de Shepard, Smith a crié :« Cette réunion de bâtards n'est pas un endroit pour un homme blanc ! Je ne veux pas qu'un Sénégambien aux gencives bleues et aux pieds crochus prie politiquement pour moi. ».
Smith s'est opposé à un salaire minimum fédéral ; il a fait de l'obstruction dans le cadre de la loi de 1938 sur les normes de travail équitables, et affirmé que « les Caroliniens du Sud sont prêts à travailler pour moins de 50 cents l'heure ». Le procureur général de Roosevelt, Homer Stille Cummings, a écrit dans son journal : « Les sénateurs du Sud écument de rage lorsque le sujet [d'un salaire minimum national] est évoqué ».
Pendant la Seconde Guerre mondiale, Smith s'est opposé aux efforts de mobilisation nationale, aux programmes développant un grand nombre d'usines à travers les États pour fournir à l'armée américaine des munitions, du métal, du carburant et d'autres matériaux nécessaires pour gagner la guerre. Il soutient même le républicain Thomas E. Dewey lors de l'élection présidentielle de 1944 .

## Vie privée

### Famille proche
Il s'est marié pour la première fois à l'âge de 28 ans en 1892 avec Martha Cornelia Moorer (1865-1893) de St. George, Caroline du Sud. Sa première épouse est morte en couche en donnant naissance à leur fils Martius Ellison en 1893. En 1912, à l'âge de 19 ans, Martius est accidentellement abattu par son propre pistolet alors qu'il boit de l'eau au puits de la basse-cour. Il décède cinq jours plus tard .
En 1906, Ellison épouse Annie Brunson Farley (1882-1958) . Ellison et Annie ont eu quatre enfants, deux garçons et deux filles :
- Leur fille aînée, Anna, était mariée à LL Smith, vice-président de Kohler Plumbing Co. du Wisconsin[1].
- Isobel Smith Lawton a déménagé à Florence, en Caroline du Sud, lorsqu'elle s'est mariée[1].
- Ellison DuRant, Jr. a épousé Vivian Manning, dont le père est le gouverneur John Lawrence Manning[1].
- Charles Saxon Farley, ancien membre de la législature de Caroline du Sud du comté de Lee, qui épouse Laura Douglas, dont le père Oscar Douglas est un des cofondateurs de l'empire FW Woolworth[1].

### Tanglewood Plantation
Monument historique depuis 1977, Tanglewood Plantation est une maison de maître dans le style Greek Revival, en vogue en Grande-Bretagne et aux États-Unis du XVIIIe jusqu'au XIXe siècle . La demeure est également le lieu de naissance du pédagogue américain John Andrew Rice (en) (1888-1968). En2019, l'activiste américaine Briahna Joy Gray (en) a revendiqué dans un Tweet, au moment où la demeure était à vendre, que ses ancêtres avaient vécu dans ce lieu.